# 桜ふみ
桜ふみ（さくら ふみ、7月14日 - ）は、日本の女性歌手。

## 来歴
秋葉原生まれ、深川育ち。身長147cm。血液型はB型。
美少女ゲームの主題歌やイメージソングを中心に、ボーカル、作詞、振付けなどをこなすアキバ系実力派ボーカリスト。
自身の手掛ける歌詞は、鬱屈した恋愛や煩悩、物欲といった切り口、心傷に触れた作風が比較的多い。
2008年5月以降のライブでは振付けがより強化され、バックダンサーとしてTeam-Cerisierを結成。また、歌手活動の他に各種企業・イベントの司会など、トーク系の活動も幅広く行っている。

## 主な活動

### 主題歌/テーマソング
- CRUEL STEP         (2008年 レイプ!レイプ!レイプ!　わるきゅ〜れ++)18禁OVA
- LOVE MOTION+POTION (2008年 ゆ〜パラ!〜ただいま乳院中〜　白濁系)美少女ゲームOP
- Cherish            (2008年 なかだし孕メイド2　チェーンリアクション)美少女ゲームOP
- ALBA               (2008年 ステルラエクエス〜贖罪の姫騎士 C:DRIVE)美少女ゲーム テーマソング
- Catharsis          (2008年 電子万博EXPO')
- スタートライン     (2007年 運動むすめなかだしチュ　チェーンリアクション)美少女ゲームOP
- Kiss~Kiss~Kiss     (2007年 らぶKiss!アンカー　MILKCROWN)美少女ゲームOP
- FORTE              (2007年 おた☆スケ -おたくのスケジュール帳-)
- TOY COUNTER        (2007年 東京トイフェスティバル)
- Treasure           (2007年 東京トイフェスティバル)

### CD
- CHERRY-SH(2008年10月13日発売、アルバム)
- さまうぃん有明Go!(2008年8月15日発売、シングル)
- Catharsis(2008年8月3日発売、シングル)
- Treasure 〜twinkle*2 little 23〜(2008年6月8日発売、特別版)
- FORTE(2008年3月9日発売、シングル)
- さまうぃん有明Go!(2007年12月15日発売、特別版)
- TOY BOX AFTER 10 YEARS(2007年10月28日発売、シングル)
- TOY COUNTER/Treasure(2007年3月18日発売、シングル)
- PRIMO(2006年12月30日発売、シングル)
- Electronic Angel(2006年7月14日発売、マキシシングル)

### 執筆
- A-POPレビュー(おた☆スケ -おたくのスケジュール帳-2007年7月22日〜隔週掲載)

### 振付け
- イバラの恋の物語（新堂真弓）
- 最強○×計画 (MOSAIC.WAV)
- めがねでねっ！ (MOSAIC.WAV)
- SPACE! WAVE!AKIBA-POP!! (MOSAIC.WAV)
- KissしてMe！Me！ (MOSAIC.WAV)
- ステキ☆にゅ・にゅ・にゅーすたいる！（にゅーあきば公式レイヤー）
- THE IDOLM@STER Dearly Stars(振付・モーションキャプチャー)